# Whaleyville
Whaleyville es un lugar designado por el censo ubicado en el condado de Worcester en el estado estadounidense de Maryland. En el Censo de 2010 tenía una población de 149 habitantes y una densidad poblacional de 59,93 personas por km².

## Geografía
Whaleyville se encuentra ubicado en las coordenadas 38°23′13″N 75°17′51″O / 38.38694, -75.29750. Según la Oficina del Censo de los Estados Unidos, Whaleyville tiene una superficie total de 2.49 km², de la cual 2.48 km² corresponden a tierra firme y (0.1%) 0 km² es agua.

## Demografía
Según el censo de 2010, había 149 personas residiendo en Whaleyville. La densidad de población era de 59,93 hab./km². De los 149 habitantes, Whaleyville estaba compuesto por el 93.29% blancos, el 5.37% eran afroamericanos, el 0% eran amerindios, el 0% eran asiáticos, el 0% eran isleños del Pacífico, el 0% eran de otras razas y el 1.34% pertenecían a dos o más razas. Del total de la población el 0.67% eran hispanos o latinos de cualquier raza.